# .io
A .io a Brit Indiai-óceáni Terület internetes legfelső szintű tartomány kódja, melyet 1997-ben hoztak létre. Nemzeti karakterekkel is lehet címet regisztráltatni.